# Australodynerus longicornis
Australodynerus longicornis är en stekelart som beskrevs av Borsato 1996. Australodynerus longicornis ingår i släktet Australodynerus och familjen Eumenidae. Inga underarter finns listade.